# آشکادار
آشکادار (انگلیسی: Ashkadar) یک شهرک در شهرستان استرلیتاماکسکی استان باشقیرستان کشور روسیه است.